# 自由城市公約
自由城市公約是由捷克首都布拉格市長茲德涅克·賀吉普、斯洛伐克首都布拉迪斯拉發市長馬特斯·瓦洛、波蘭首都華沙市長拉法·特扎斯科夫斯基和匈牙利首都布達佩斯市長卡拉松尼·蓋爾蓋伊於2019年12月16日在布達佩斯的中歐大學簽署的公約。此公約的目標為共享城市發展的最佳措施，舒緩住房壓力和減緩全球暖化。

## 背景
根據賀吉普表示，此公約最初由卡拉松尼提出。卡拉松尼在贏出2019年10月的布達佩斯市長選舉後，被主要執政黨青年民主主義者聯盟－匈牙利公民聯盟削減布達佩斯的自治權。在2019年11月舉行了討論公約的會談。四名市長分別控制全國25、26、17和27%的GDP，並且出生於同一個世代。四名市長都和各自國家的反歐洲執政黨持不同理念。

## 目標
這份公約的目標包括共享城市發展的最佳措施，舒緩住房壓力和減緩全球暖化。他們亦爭取有利城市發展的歐盟政策以及繞過國家層面從而直接從歐盟獲得資金。卡拉松尼表示此舉可以避免因歐盟減少對國家提供資金而令城市未能取得資金的情況。
於2020年，四名市長批評波蘭政府反對於2050年前達至碳中和的目標。特扎斯科夫斯基希望能直接取得歐洲綠色政綱的資金以用作制定環保方針。2020年8月，四名市長表態支持白俄羅斯示威，並表示白俄羅斯的未來不應該在歐洲最後一名獨裁者盧卡申科的手中，而是應該在白俄羅斯的人手中。

## 意見
四國政府均反對此公約。柏林市長米夏埃尔·米勒以及歐洲綠黨則均表示支持。